# Cistícola cuablanca
La cistícola cuablanca (Cisticola anderseni) és una espècie d'ocell passeriforme de la família Cisticolidae.
Es localitza a Tanzània.
L'any 1980 Éric Burnier va ser qui la va reconèixer per primera vegada com espècie i ho va posar en coneixement de Neil i Liz Baker, que aviat van confirmar la identitat d'aquesta espècie com a nova. S'ha descrit formalment el 2021.